# Вундерлих, Пиа
Пи́а Ву́ндерлих (нем. Pia Wunderlich; род. 26 января 1975, Бад-Берлебург, Северный Рейн-Вестфалия) — немецкая футболистка, выступавшая на позиции полузащитника. Выступала за сборную Германии. Чемпионка мира (2003), трёхкратная чемпионка Европы (1997, 2001, 2005), бронзовый призёр летних Олимпийских игр (2004).

## Карьера

### Клубная
Пиа Вундерлих начала играть в возрасте семи лет в составе футбольного клуба «Шварценау». Вместе со своей сестрой, Тиной Вундерлих, она играла в команде с мальчиками. В 1989 году перешла в команду «Баттенберг», за которую играла вплоть до 1993 года. После выступлений за «Баттенберг» подписала контракт с футбольным клубом «Праунхайм» (с 1999 года — «Франкфурт»), в котором провела всю оставшуюся карьеру. В составе «Франкфурта» Вундерлих стала трёхкратным победителем кубка УЕФА (2001/02, 2005/06, 2007/08), шестикратным чемпионом Германии (1998/99, 2000/01, 2001/02, 2002/03, 2004/05, 2006/07) и семикратным обладателем кубка Германии (1998/99, 1999/00, 2000/01, 2001/02, 2002/03, 2006/07, 2007/08).

### В сборной
7 декабря 1993 года дебютировала в составе основной национальной сборной в матче против России. Первый гол забила 5 мая 1996 года в ворота сборной Финляндии. В составе сборной стала бронзовым призёром Олимпийских игр (2004), чемпионом мира (2003) и трёхкратным чемпионом Европы (1997, 2001, 2005).

## Достижения

### Клубные

#### «Франкфурт»
- Кубок УЕФА: победитель (3) 2001/02, 2005/06, 2007/08
- Чемпионат Германии: чемпион (6) 1998/99, 2000/01, 2001/02, 2002/03, 2004/05, 2006/07
- Кубок Германии: победитель (7) 1998/99, 1999/00, 2000/01, 2001/02, 2002/03, 2006/07, 2007/08

### В сборной
- Олимпийские игры: бронзовый призёр 2004
- Чемпионат мира: победитель 2003; серебряный призёр 1995
- Чемпионат Европы: победитель (3) 1997, 2001, 2005